# Súkhie Plotí
Súkhie Plotí (en rus: Сухие Плоты) és un poble de l'óblast de Tula, a Rússia, segons el cens del 2010 tenia 253 habitants.